# Trine Hansen
Pour les articles homonymes, voir Hansen.
Trine Hansen est une rameuse danoise née le 19 février 1973.

## Biographie
Elle dispute les épreuves d'aviron aux Jeux olympiques d'été de 1996 à Atlanta où elle remporte une médaille de bronze en skiff.

## Palmarès

### Jeux olympiques
- Jeux olympiques d'été de 1996 à Atlanta
  -  Médaille de bronze en huit[1]

### Championnats du monde
- Championnats du monde d'aviron 1993 à Račice
  -  Médaille de bronze
- Championnats du monde d'aviron 1994 à Indianapolis
  -  Médaille d'or
- Championnats du monde d'aviron 1997 à Aiguebelette
  -  Médaille d'argent